# Ujazdów (Zamość)
Pour les articles homonymes, voir Ujazdów.
Ujazdów (prononciation [uˈjazduf]) est un village de la gmina de Nielisz, du powiat de Zamość, dans la voïvodie de Lublin, situé dans l'est de la Pologne.
Il se situe à environ 7 kilomètres au nord-est de Nielisz (siège de la gmina), 19 kilomètres au nord-ouest de Zamość (siège du powiat) et 58 kilomètres au sud-est de Lublin (capitale de la voïvodie).

## Administration
De 1975 à 1998, le village était attaché administrativement à l'ancienne voïvodie de Zamość.

Depuis 1999, il fait partie de la nouvelle voïvodie de Lublin.